# 島田昌彦
島田 昌彦（しまだ まさひこ、1932年11月24日-2017年3月13日）は、日本の日本語学者。金沢大学名誉教授。日本語文法学専攻。
東京出身。東京教育大学大学院日本文学専攻博士課程中退。89年「国語における文の構造」で九州大学文学博士。金沢大学法文学部助教授、教授、98年定年退官、名誉教授、桜花学園大学教授。叙従四位、瑞宝中綬章追贈。

## 編著書
- 『新用字用語辞典』編 東京書籍 1975
- 『古文文法 図解・図表新プラズマ整理 改訂版』三省堂 1976
- 『国語における自動詞と他動詞』明治書院 1979
- 『常用新用字用語辞典』編 東京書籍 1981
- 『日本語の再生 わたしたちの国語を考える』桜楓社 1984
- 『国語における文の構造』風間書房 1988
- 『古文の文法 図解整理』三省堂 1988
- 『新修日本語の再生 新国学の模索』能登印刷出版部 1992
- 『加賀城下町の言葉』能登印刷出版部 1998
- 『日本学への道 世紀を越えて』明治書院 2000
- 『21世紀日本語表記辞典』編 文英堂 2002